# Келено
Келено в древногръцката митология е името на:
1. Една от харпиите, Келено („тъмната“) е известна и като Подарга („бързоногата“). Харпиите са летящи чудовища, тероризирали дълго Финей. Всяка от тях представя различен аспект на великата буря. Еней срещнал Келено на Строфадите, а тя му дала пророчества за неговите бъдещи пътувания. Келено е и майка на Ксант и Балий, конете на Ахил, от западния вятър Зефир или Зевс.
2. Една от плеядите. Любима на Посейдон от когото има сина си Лик. Майка е и на Девкалион от Прометей.
3. Келено – Амазонка. Тя бива убита от Херкулес докато изпълнява деветия си подвиг.
4. Келено, една от Данаидите, дъщеря на Данай. Майка и е Крино. Омъжва се и убива Хипербиус, син на Египт и Хефастин.